# 元嘉 (広陽王)
元 嘉（げん か、生年不詳 - 511年）は、北魏の皇族。広陽懿烈王。

## 経歴
広陽簡王拓跋建の子として生まれた。若くして沈着聡明で、感情を顔色に表さず、武勇と知略を兼ね備えていた。孝文帝の初年、徐州刺史に任じられた。兄の拓跋石侯の子の広陽定王拓跋遺興が死去すると、485年（太和9年）、広陽王の封を嗣いだ。孝文帝が南征の軍を起こすと、元嘉は兵を率いて均口を遮断するよう命じられたが、命令に違反して敵を逃してしまい、孝文帝の叱責を受けた。
499年（太和23年）、孝文帝の遺詔により尚書左僕射とされ、咸陽王元禧らとともに輔政にあたった。司州牧に転じた。501年（景明2年）、洛陽に320坊を築くよう上表して聞き入れられ、5万人を動員して工事がおこなわれた。衛大将軍・尚書令に任じられた。504年（正始元年）、儀同三司の位を加えられた。
元嘉は飲酒を好み、泥酔して宣武帝の前で醜態をさらすこともあったが、皇族の年長者であったことから、宣武帝もかれに寛容であった。事あるごとに彭城王元勰・北海王元詳・高陽王元雍らと宴席に集い、歓を尽くした。507年（正始4年）、司空に上った。509年（永平2年）、司徒に転じた。
511年（永平4年）3月壬戌、死去した。侍中・太保の位を追贈された。諡は懿烈といった。

## 妻子

### 妻
- 穆妃（宜都王穆寿の孫娘）

### 子
- 元僧保[4]
- 元淵（広陽忠武王）

### 女
- 元僧賜
- 元燈明

## 伝記資料
- 『魏書』巻18 列伝第6
- 『北史』巻16 列伝第4